# Конный переулок (Москва)
Ко́нный переу́лок — улица в центре Москвы на Якиманке и в Донском районе между Хавской улицей и Шаболовкой.

## История

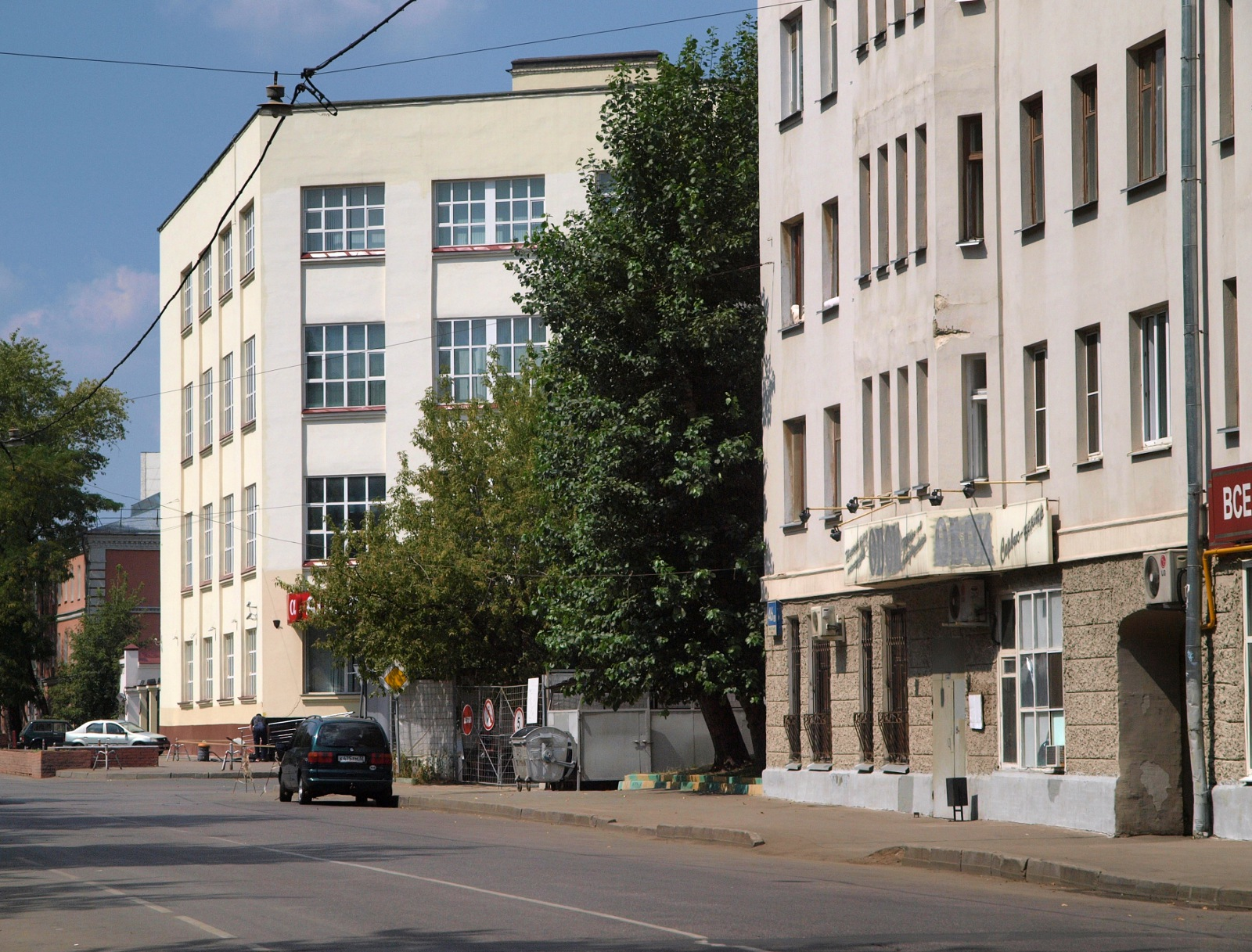
Начало Конного переулка. Вид на Хавскую улицу.

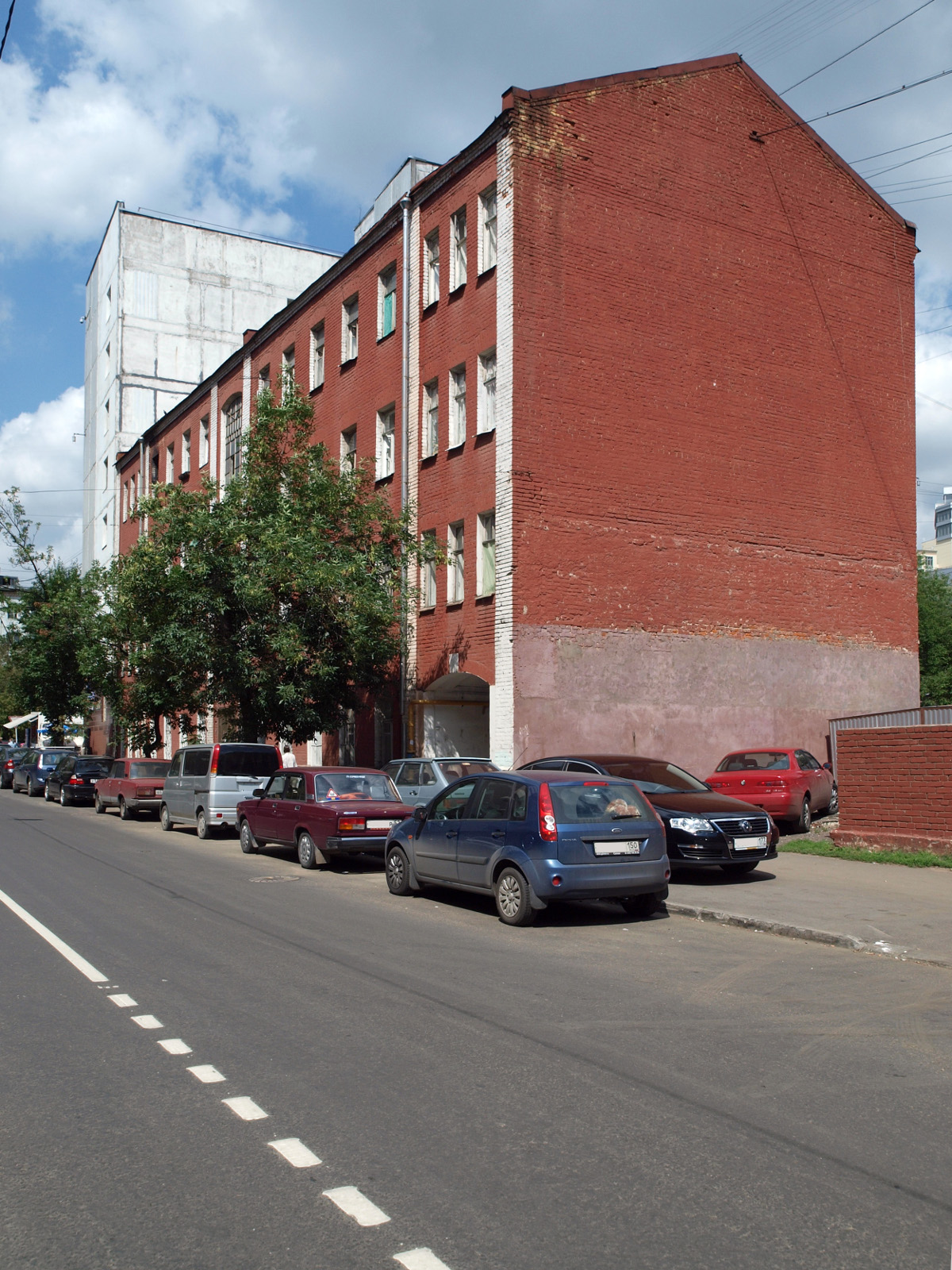
№ 14.

К югу от переулка с давних времён (называют даже XIV век) существовала конная ярмарка, а на планах середины XIX века там значилась площадь, бывшая конной скачкой. К северо-востоку же от переулка — на Конной площади (ныне застроена) с XVIII века существовал конный рынок, перенесённый в 1911 году за Покровскую заставу в район нынешней Новоконной площади.
Ранее переулок назывался Кривой и Кривопроульский (от «кривой проулок») — за свою форму, а в 1910 году получил современное название.
В советские годы с южной, нечётной стороны переулка расположился Шаболовский Государственный подшипниковый завод (ГПЗ-2), основанный в 1916 году Эммануилом Нобелем, племянником Альфреда Нобеля. На подшипниках ГПЗ-2 были смонтированы Кремлёвские звёзды, поворотная сцена МХАТа, эскалаторы первой очереди Московского метро.

## Описание
Конный переулок начинается от Хавской улицы, проходит сначала на северо-запад, затем поворачивает на запад и выходит на Шаболовку.

## Здания и сооружения
По нечётной стороне:
По чётной стороне:
- № 4 — жилой дом.
- № 8 — по этому адресу, в «доме, предназначенном к сносу», жили персонажи фильма «Джентльмены удачи».
- № 12 — трёхэтажный одноподъездный кирпичный жилой дом. Построен в 1890 году.